# Geoffrey Jenkins
Geoffrey Ernest Jenkins (n. 16 iunie 1920, Pretoria, Republica Sud-Africană - d. 20 noiembrie 2001, Durban), a fost un scriitor de thriller sud-african.

### Nuvele
- A Twist of Sand (1959)
- The Watering-Place of Good Peace (1960; revised 1974)
- A Grue of Ice (1962) published in the U.S. as The Disappearing Island
- The River of Diamonds (1964)
- Hunter-Killer (1966)
- Scend of the Sea (1971) published in the U.S. as The Hollow Sea
- A Cleft of Stars (1973)
- A Bridge of Magpies (1974)
- South Trap (1979) published in paperback as Southtrap
- A Ravel of Waters (1981)
- The Unripe Gold (1983)
- Fireprint (1984)
- In Harm's Way (1986)
- Hold Down a Shadow (1989)
- A Hive of Dead Men (1991)
- A Daystar of Fear (1993)

### Nepublicate
- Per Fine Ounce (circa 1966)
- A Kiss of Thorns
- Disquietly to His Grave
- A Gate of Blood
- A Knot of Fire

### Non-fiction
- A Century of History: The Story of Potchefstroom (1939; 2nd edition 1971)
- The Companion Guide to South Africa (1978), with Eve Palmer

### Scenarii nepublicate
- Fifth Paw of the Lion (1966, Columbia Pictures, Charles H. Schneer Productions)